# Eva Nogales
Eva Nogales (Colmenar Viejo, 16 de maio de 1965) é uma biofísica hispano-americana no Laboratório Nacional Lawrence Berkeley e professora na Universidade da Califórnia em Berkeley, onde atuou como chefe da Divisão de Bioquímica, Biofísica e Biologia Estrutural do Departamento de Biologia Molecular e Celular (2015–2020). Ela é investigadora do Instituto Médico Howard Hughes.
Nogales é pioneira no uso da microscopia eletrônica para a caracterização estrutural e funcional de complexos macromoleculares. Ela utilizou a cristalografia eletrônica para obter a primeira estrutura da tubulina e identificar o local de ligação do importante medicamento anticâncer taxol. É uma líder na combinação de crio-ME, análise computacional de imagens e ensaios bioquímicos para obter insights sobre a função e regulação de complexos biológicos e máquinas moleculares. Seu trabalho revelou aspectos da função celular relevantes para o tratamento do câncer e de outras doenças.

## Primeiros anos e educação
Eva Nogales obteve seu bacharelado em física pela Universidade Autónoma de Madrid em 1988. Posteriormente, concluiu seu doutorado na Universidade de Keele em 1992, enquanto trabalhava na Synchrotron Radiation Source sob a supervisão de Joan Bordas.

## Carreira
Durante seu trabalho de pós-doutorado no laboratório de Ken Downing no Laboratório Nacional Lawrence Berkeley, Eva Nogales foi a primeira a determinar a estrutura atômica da tubulina e a localização do sítio de ligação da taxol por cristalografia eletrônica. Ela se tornou professora assistente no Departamento de Biologia Molecular e Celular da Universidade da Califórnia, Berkeley em 1998. Em 2000, tornou-se investigadora no Howard Hughes Medical Institute. À medida que as técnicas de crio-ME se tornaram mais poderosas, ela se tornou uma líder na aplicação da crio-ME ao estudo da estrutura e função dos microtúbulos e de outros grandes complexos macromoleculares, como os complexos de transcrição e de iniciação da tradução eucariótica, o complexo polycomb PRC2 e a telomerase.

## Publicações selecionadas
- Nogales, Eva; Whittaker, Michael; Milligan, Ronald A.; Downing, Kenneth H. (janeiro de 1999). «High-Resolution Model of the Microtubule». Cell. 96 (1): 79–88. ISSN 0092-8674. PMID 9989499. doi:10.1016/s0092-8674(00)80961-7
- Löwe, J; Li, H; Downing, K. H; Nogales, E (9 de novembro de 2001). «Refined structure of αβ-tubulin at 3.5 Å resolution11Edited by I. A. Wilson». Journal of Molecular Biology (em inglês). 313 (5): 1045–1057. ISSN 0022-2836. PMID 11700061. doi:10.1006/jmbi.2001.5077
- Nogales, Eva (1 de junho de 2001). «Structural Insights into Microtubule Function». Annual Review of Biophysics and Biomolecular Structure. 30 (1): 397–420. ISSN 1056-8700. PMID 11441808. doi:10.1146/annurev.biophys.30.1.397

## Prêmios
- 2000: Investigadora, Howard Hughes Medical Institute
- 2005: Prêmio de Cientista da Vida em Início de Carreira, American Society for Cell Biology[12]
- 2006: Prêmio Chabot de Excelência em Ciência
- 2015: Prêmio Dorothy Crowfoot Hodgkin, Protein Society[13]
- 2015: Eleita membro da National Academy of Sciences dos Estados Unidos[14]
- 2016: Eleita para a Academia Americana de Artes e Ciências[15]
- 2018: Prêmio Mulheres na Biologia Celular (categoria Sênior), American Society for Cell Biology[16]
- 2019: Medalha Grimwade de Bioquímica[17]
- 2021: Prêmio de AAAS Fellow[18]
- 2023: Prêmio Shaw em Ciências da Vida[19]

## Vida pessoal
Nogales é casada com Howard Padmore e eles têm dois filhos.